# Cladorhiza thomsoni
Cladorhiza thomsoni är en svampdjursart som beskrevs av Topsent 1909. Cladorhiza thomsoni ingår i släktet Cladorhiza och familjen Cladorhizidae.
Artens utbredningsområde är havet utanför Sydafrika. Inga underarter finns listade i Catalogue of Life.